# نشان همایون
نشان همایون یکی از نشان های افتخار ایران در دورهٔ پهلوی است که با روی کار آمدن رضاشاه پهلوی در سال ۱۳۰۴ خورشیدی و انقراض قاجار، جایگزین نشان شیر و خورشید گردید. این نشان در سال ۱۳۱۸ خورشیدی برای نخستین بار با میناکاری خاص خود طراحی شد و تا سال ۱۳۵۷ دارای اعتبار بود. با انقلاب ۵۷ ایران این نشان و احکام مربوط به اعطای آن ملغی شد.

## پیشینه
این نشان ابتدا در سال ۱۳۰۴ با نام نشان «بپاداش خدمت» ایجاد شد که دارای سه درجه و از دو جنس بود. در روی مدال طرحی از شیر و خورشید در مرکز نشان بود و اطراف آن را دو شاخه زیتون فرا گرفته بود. در پشت مدال عنوان رضاشاه در یک دایره بصورت «پهلوی شاهنشاه ایران»، عبارت «بپاداش خدمت» در بالای نشان و تاریخ ۲۵ آذر ۱۳۰۴ در پایین دیده می شود.
نشان درجه یک از جنس نقره با آبکاری طلا، نشان درجه دو از جنس نقره و نشان درجه سه از جنس برنز و در فرانسه تهیه شده بود.
هر سه نشان، آویز سینه و در یک اندازه ساخته شده بودند و روبان هر سه سبز یکنواخت بود.
با توجه به عبارت «بپاداش خدمت» که در پشت نشان درج شده بود و همچنین طراحی ثانویه و ستاره ای شکل از آن که ۱۴ سال بعد ایجاد شد، این نشانِ اولیه به اشتباه به عنوان «نشان خدمت رضاشاه» نامیده میشود.
در سال ۱۳۱۸ نشان همایون با طراحی جدید و معروف خود ایجاد و معرفی شد.

## طراحی و ساخت
نشان همایون نشانی ستاره ای شکل بود و جنس آن از نقره با عیار ۸۰۰ از هزار بود. در مرکز این نشان قسمتی مدور تعبیه شده بود که در آن تصویری میناکاری از شیر و خورشید با دست کشیده شده بود. کلیه مراحل طراحی و ساخت این نشان در شرکت مدال سازی آرتوس برتراند پاریس و به سفارش دربار پهلوی انجام می شد. روبان این نشان نواری سبزرنگ با حاشیه سرخ بودو .
این نشان دارای چهار درجه به شرح زیر بود:
- نشان درجه یک همایون: دارای سه طراحی مختلف برای نسب بر روی سینه، گردن آویز و شوالیه
- نشان درجه دو همایون:دارای دو طراحی مختلف برای نسب بر روی سینه و گردن آویز
- نشان درجه سه همایون: بصورت نشان آویز بر روی سینه و گردن آویز
- نشان درجه چهار همایون: نشان نظامی بصورت آویز بر روی سینه

| درجه نشان | طراحی/کاربرد              | اندازه        | تعداد پَرها | توضیحات                    | روبان            |
| --------- | ------------------------- | ------------- | ---------- | -------------------------- | ---------------- |
| درجه یک   | نصب بر روی سینه           | ۹۵/۸ میلیمتر  | هشت        | دارای میناکاری بر روی پرها | بدون روبان       |
| درجه یک   | آویز با روبان به دور تنه  | ۵۴ میلیمتر    | چهار       |                            | سبز با حاشیه سرخ |
| درجه دو   | نصب بر روی سینه           | ۹۷ میلیمتر    | هشت        | بدون میناکاری بر روی پرها  | بدون روبان       |
| درجه دو   | آویز با روبان به دور یقه  | ۶۷/۵ میلیمتر  | شش         |                            | سبز با حاشیه سرخ |
| درجه سه   | آویز با روبان بر روی سینه | ۵۹/۵ میلیمتر  | چهار       |                            | سبز با حاشیه سرخ |
| درجه سه   | آویز با روبان به دور یقه  |               | چهار       |                            | سبز با حاشیه سرخ |
| درجه چهار | آویز با روبان بر روی سینه | ۱۹/۱۸ میلیمتر | چهار       |                            | سبز              |

## نگارخانه

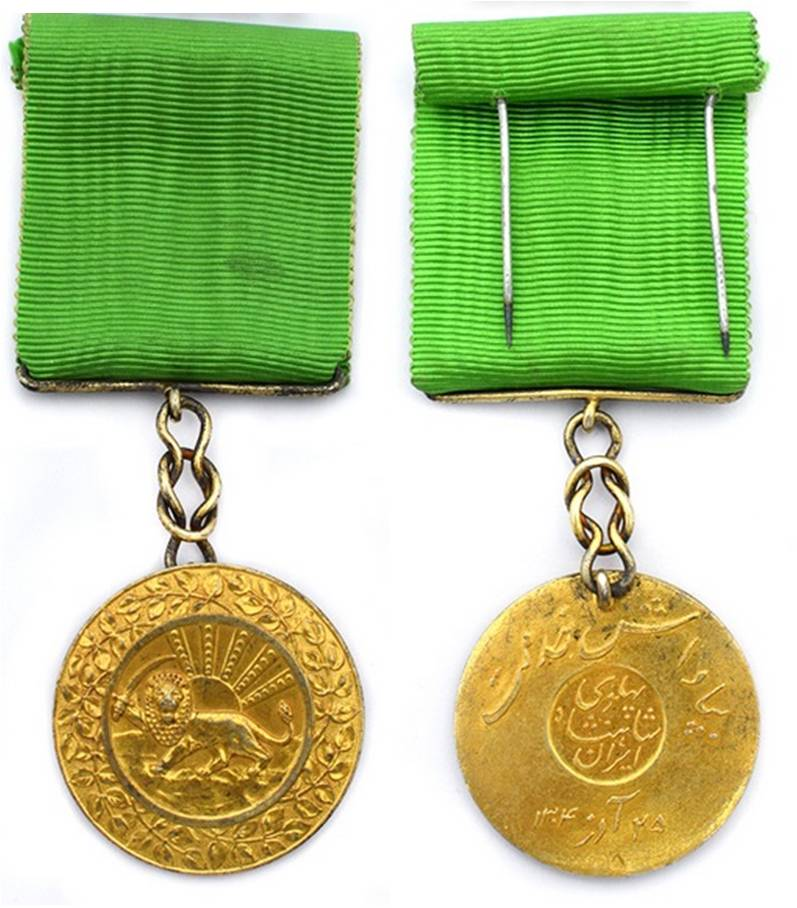
نشان درجه یک همایون در بدو ایجاد
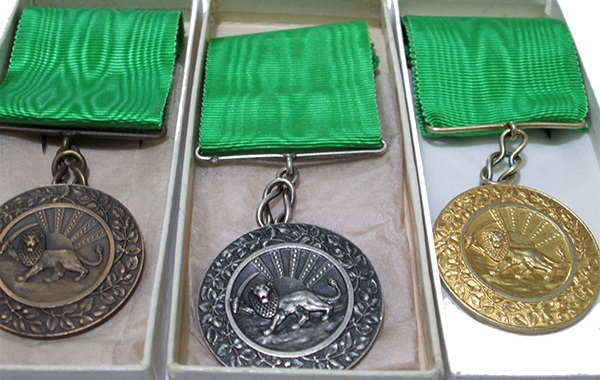
سه درجه مختلف نشان همایون اولیه (بپاداش خدمت رضاشاه)
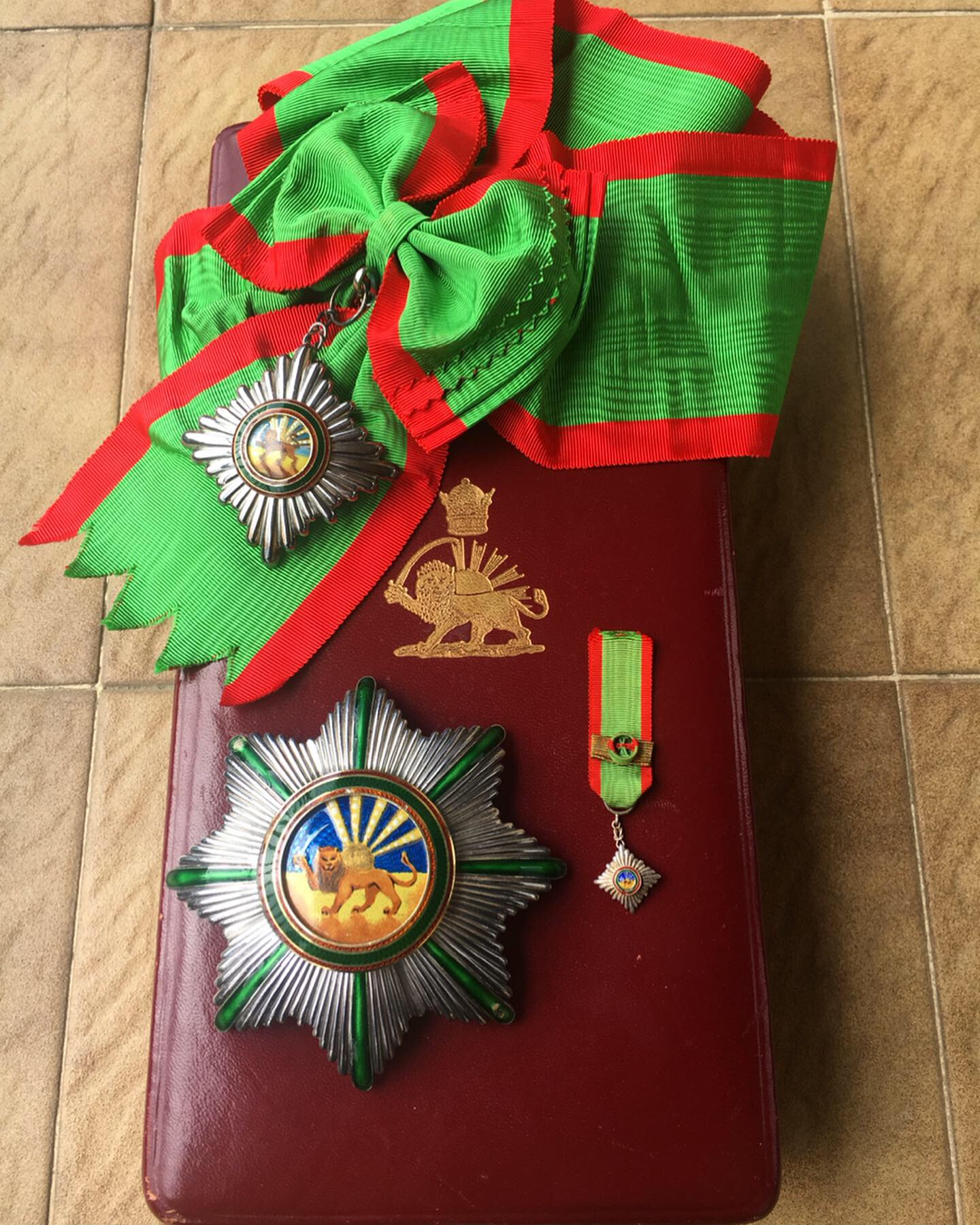
ست نشان درجه یک همایون شامل نشان سینه، نشان همراه با روبان تنه و نشان شوالیه (آویز کوچک)